# 萧家港站
萧家港站是一个京广线上的铁路车站，位于湖北省孝感市肖港镇，建于1902年，目前为四等站，邮政编码为432131。目前客运：办理旅客乘降；行李、包裹托运；货运：办理整车货物发到；不办理罐装危险货物发到。本站現已廢棄。